# Alexander Bain (filozof)

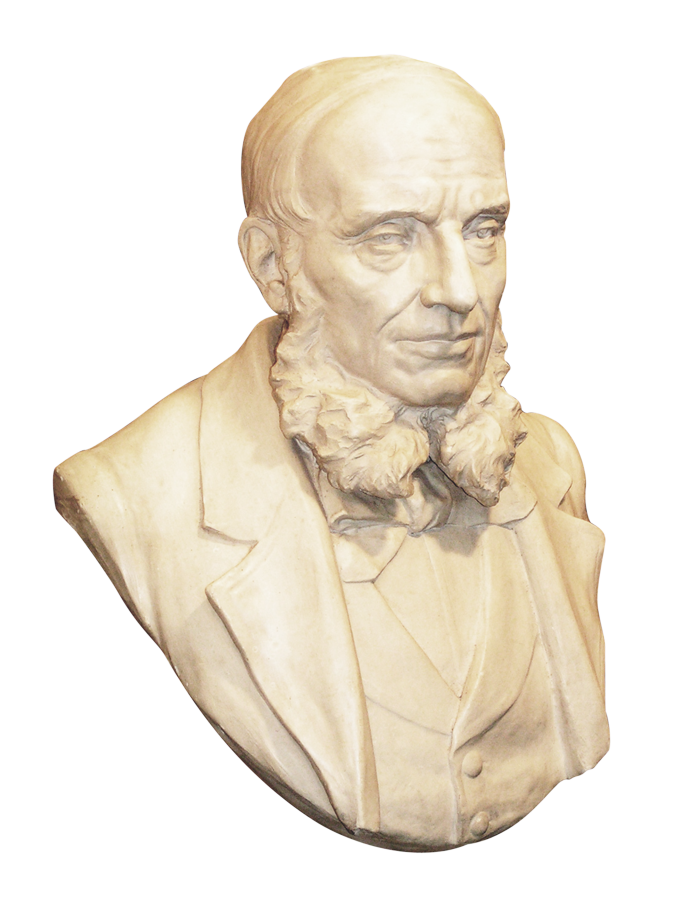
Alexander Bain

Alexander Bain (ur. 11 czerwca 1818 w Aberdeen, zm. 18 września 1903 w Aberdeen) – szkocki filozof, psycholog i pedagog ze szkoły Johna Stuarta Milla, logik, gramatyk i nauczyciel retoryki.

## Życiorys
Mimo że był synem tkacza i samoukiem, udało mu się ukończyć Marischal College w Aberdeen, gdzie został profesorem. Radykalny kontynuator myśli Milla, z którym przez wiele lat się przyjaźnił.
Założyciel sławnego czasopisma filozoficznego "Mind".

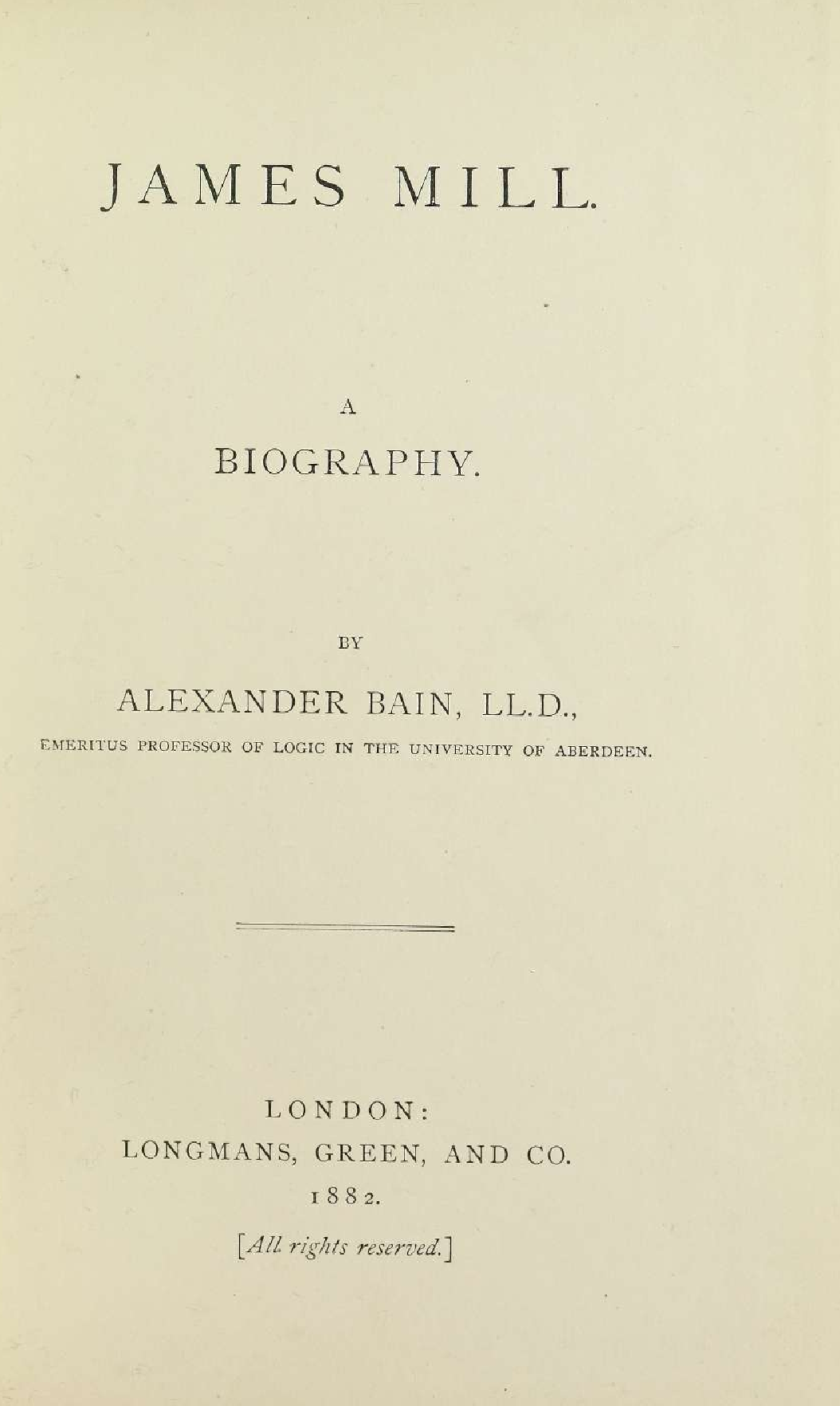
James Mill. A biography, 1882

## Poglądy
Główna jego zasługa leży w badaniach psychologicznych, gdzie jako jeden z pierwszych podniósł bliski związek zjawisk psychologicznych z fizjologicznymi. Ścisłe jego obserwacje miały ogromną wartość dla późniejszych badaczy.
Będąc wybitnym psychologiem, Bain opracował problem aktywności świadomości, woli i innych zjawisk psychicznych. W swych badaniach psychologicznych wykorzystywał on asocjacjonizm J. St. Milla.